# Glaucopsyche tenuimarginata
Glaucopsyche tenuimarginata är en fjärilsart som beskrevs av Beuret 1964. Glaucopsyche tenuimarginata ingår i släktet Glaucopsyche och familjen juvelvingar. Inga underarter finns listade i Catalogue of Life.